# Stefan Keller (Historiker)

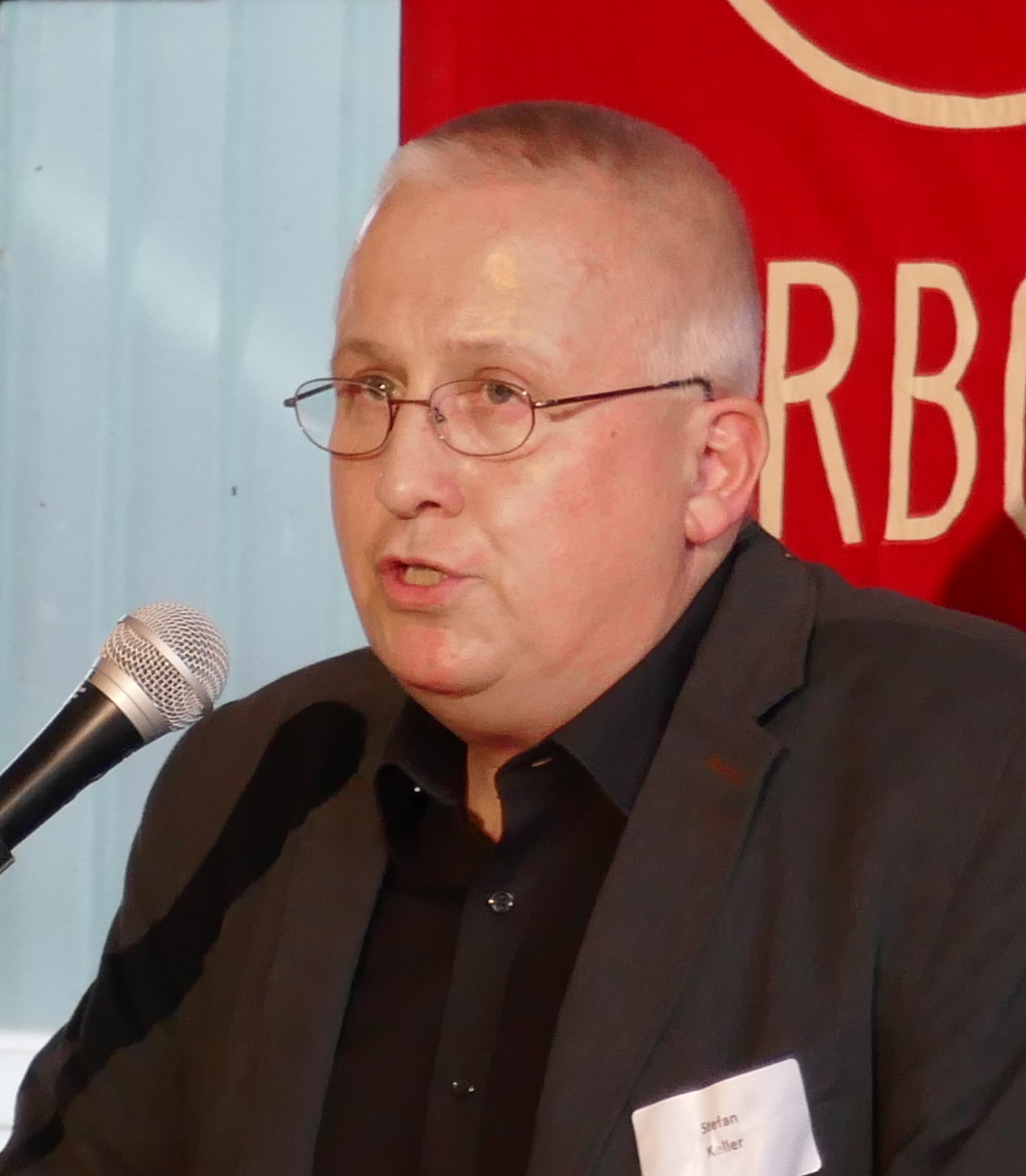
Stefan Keller (2016)

Stefan Keller (* 18. Februar 1958 in Birwinken, Kanton Thurgau) ist ein Schweizer Schriftsteller, Journalist und Historiker.

## Leben
Stefan Keller studierte nach der 1976 erlangten Matura Germanistik, Geschichte und Philosophie an der Universität Konstanz sowie an der Freien Universität Berlin. 1982 schloss er sein Studium mit einer Arbeit über zeitgenössische Lyrik ab (Magister Artium). Von 1983 bis 1984 unterrichtete er. Gleichzeitig begann er als freier Autor zu publizieren. Ab 1984 war er Lektor und Hersteller im sozial-geschichtlichen und literarischen Drumlin-Verlag in Weingarten (Deutschland). Er hatte prägende Freundschaften mit dem linken Arboner Journalistenpaar Ernst und Gerda Rodel-Neuwirth sowie mit Niklaus Meienberg. Seit 1988 ist Stefan Keller Redaktor der Wochenzeitung (WOZ) in Zürich. Für sein zweites Buch Grüningers Fall hat ihm 1997 die Universität Basel nachträglich einen Doktorgrad verliehen. 2010 heiratete Keller die Zürcher Autorin Annette Hug, mit der er seit vielen Jahren befreundet war.
1998 wurde Stefan Keller Vizepräsident der neu gegründeten «Paul Grüninger Stiftung» in St. Gallen. Von 2001 bis 2013 war er im Stiftungsrat der Kulturstiftung des Kantons Thurgau und von 2005 bis 2013 Präsident des Sektors «Presse und elektronische Medien» der Mediengewerkschaft comedia, später Syndicom. Seit 2006 ist er Mitglied des Vorstandes der Schweizer Urheberrechtsorganisation ProLitteris, im Juni 2018 wurde er zu deren Präsidenten gewählt. Seit 2013 ist er auch Vorstandsmitglied des Schweizerischen Sozialarchivs und seit 2017 im Verwaltungsrat des Rotpunktverlages. Von 2012 bis 2015 leitete er zusammen mit seiner Ehefrau das Veranstaltungsprogramm des Literaturhauses Bodmanhaus in Gottlieben TG. 
1990 und 1994 erhielt Stefan Keller den Zürcher Journalistenpreis. Ebenfalls 1990 wurde er mit dem Publizistikpreis des Landes Kärnten ausgezeichnet. Ein Stiftungshonorar der «Hans Habe Stiftung» bekam er 1998, ausserdem Werkbeiträge aus dem Kanton Thurgau, dem Kanton Zürich und von der Pro Helvetia.
Seine ersten Bücher Maria Theresia Wilhelm, spurlos verschwunden (1991), über die psychiatrische Verfolgung einer Bergbauernfamilie, und Grüningers Fall (1993), über den Polizeihauptmann Paul Grüninger, der 1938/1839 mehrere hundert, vielleicht einige tausend jüdische Flüchtlinge rettete, waren international beachtete Erfolge.
Die Zeit der Fabriken (2001), die dritte grosse historische Reportage Kellers aus der Ostschweiz, erzählt die Geschichte der Lastwagenfabrik Saurer und ihrer Arbeiter, die exemplarische Geschichte der «roten» Stadt Arbon am Bodensee im 20. Jahrhundert.
Kellers viertes Buch Die Rückkehr (2003) berichtet vom jüdischen Flüchtling Joseph Spring, der 1943 als Sechzehnjähriger von Schweizer Grenzwächtern an die Gestapo ausgeliefert wurde, Auschwitz überlebte und 55 Jahre später zurückkehrte, um von den Schweizer Behörden Gerechtigkeit zu verlangen. Eine Wiedergutmachungsklage Joseph Springs gegen die Schweizerische Eidgenossenschaft wurde am 21. Januar 2000 vom Schweizer Bundesgericht abgelehnt.
2016 erschien das fünfte von Keller geschriebene Buch, Bildlegenden. 66 wahre Geschichten. Ausgehend von alten Postkarten, Dokumenten und Fotografien aus Familienalben werden darin Geschichten aus dem Alltag von «kleinen Leuten» erzählt: In der Regel nimmt Keller ein historisches Bild, das ihn interessiert oder auf das er in einem Antiquariat zufällig gestossen ist, und rekonstruiert seinen Inhalt, um ihn zu erzählen. Das Buch geht auf eine Kolumne in der St. Galler Kulturzeitschrift Saiten und eine Bild-Text-Serie in der WOZ zurück.

## Werke

### «Die Rückkehr: Joseph Springs Geschichte»
Der Berliner Jugendliche Joseph Sprung wurde von den Nationalsozialisten durch halb Europa gejagt. Er lebte mit falschen Papieren in Brüssel, Montpellier und Bordeaux und arbeitete unerkannt als Dolmetscher. Er überstand Invasionen und Eisenbahnkatastrophen, hat aber auch noch nie ein Mädchen geküsst, als er im November 1943 den Schweizer Grenzbehörden in die Hände fällt. Mit sechzehn Jahren wird der Flüchtige von den Schweizer Grenzwächtern an die Gestapo ausgeliefert und als Jude denunziert.
Über das Sammellager Drancy bei Paris wurde er in das KZ Auschwitz verlegt. Sechzig Jahre später kehrte Joseph Sprung in die Schweiz zurück. Heute heisst er Joseph Spring, lebt in Australien und verlangt die ihm zustehende Gerechtigkeit. Wegen Beihilfe zum Völkermord klagte er die Schweizer Regierung an. In einem Aufsehen erregenden Prozess beschloss das schweizerische Bundesgericht im Jahr 2000: Die Auslieferung eines jüdischen Jugendlichen an die Nationalsozialisten kann gerichtlich nicht mehr beurteilt werden. Joseph Spring hatte zumindest eine symbolische Wiedergutmachung verlangt. Im November 2003 reiste er in die Schweiz zurück, um seine Geschichte zu erzählen: Die Geschichte eines Überlebenden, der ein ganzes Land verklagte, einen Prozess einging, um Gerechtigkeit zu verlangen, diesen verlor und dennoch das letzte Wort behält.

### «Die Zeit der Fabriken»
Der Arbeiter Emil Baumann war bereits tot, als unerwartet sein einstiger Vorgesetzter Hippolyt Saurer starb. Ganz Arbon trauerte um den Lastwagenfabrikanten Saurer. Fast ganz Arbon hatte damals auch um Baumann getrauert, für dessen Tod nach Meinung der Arbeiter die Zustände in Saurers Fabrik verantwortlich waren. Emil Baumann starb nämlich kurz nach einer Auseinandersetzung mit seinem Chef Saurer. Es ist das Jahr 1935, als alles mit zwei Toten beginnt. Der junge Dreher Emil Baumann stirbt durch Suizid, weil ihn sein Meister schikaniert und weil er mit den neuen Arbeitsbedingungen nicht zurechtkommt. Sofort tritt die Kollegschaft in Streik. Dann stirbt der Unternehmer und Ingenieur Hippolyt Saurer.
Er erstickte nach einer Mandeloperation an seinem eigenen Blut. Ausgehend vom Tod dieser beiden Männer erzählt Stefan Keller die Geschichte einer Kleinstadt im Osten der Schweiz, ihrer Konflikte, Triumphe und Niederlagen. Die Stadt Arbon am Schweizer Bodenseeufer wird von den «Roten» (von den Sozialdemokraten, den Linken) regiert. Die Fabrik Adolph Saurer AG war und ist für ihre (Militär-)Lastwagen noch heute legendär. Arbon gilt als Beispiel für viele Orte in der Schweiz: Die Zeit der Fabriken ist auch eine Geschichte der Schweizer Industrie und Arbeiterbewegung. Angefangen mit den Motorkutschen der Gründerzeit bis hin zu den Saurer-Vergasungslastwagen der Nationalsozialisten, von den grossen Streiks nach 1918 bis zum Abbau fast aller Arbeitsplätze in den 1990er-Jahren und vom Widerstand eines Redaktors gegen Zensoren im Zweiten Weltkrieg bis zum «Abwehrkampf» der Gewerkschaft gegen ausländische Kollegen.

### «Grüningers Fall»
Eine historische Reportage über den St. Galler Polizeihauptmann Paul Grüninger, der in den 1930er-Jahren, seinem Gewissen und nicht den Gesetzen folgend, zahlreichen Juden das Leben rettete. Die Fakten: In den Jahren 1938/1939 rettete Grüninger hunderten, wenn nicht tausenden von österreichischen, jüdischen Flüchtlingen das Leben, indem er sie mit falschen Papieren ausstattete und ihnen so eine legale Einreise in die Schweiz ermöglichte. Wegen Amtspflichtverletzung und Dokumentenfälschung wurde er von seinem Dienst suspendiert, für sein Verhalten musste er schwer büssen, er wurde zu einer Gefängnisstrafe verurteilt. Das Buch will deutlich machen, dass heute nicht Grüninger auf der Anklagebank sitzen müsste, sondern die inhumane Flüchtlingspolitik der Schweizer Regierung während der Zeit des Nationalsozialismus. Das Buch wurde 1997 nach einem Drehbuch von Stefan Keller unter der Regie von Richard Dindo mit Kellers fachlicher Beratung verfilmt.

### «Maria Theresia Wilhelm, spurlos verschwunden»
Mitte der 1930er-Jahre lernt Maria Theresia Wilhelm als Gastarbeiterin den Schweizer Bergbauern und Wildhüter Ulrich Gantenbein kennen, der in der Folge seine erste Frau verlässt. Die Ehe zwischen Wilhelm und Gantenbein leidet von Anfang an unter behördlichen Regelungen. Gantenbein wird bald nach der Eheschliessung in die Psychiatrische Klinik eingewiesen.
Seine Frau wird von den Nachbarn kaum geduldet. Auch sie kommt schliesslich in eine Psychiatrische Klinik und erlebt dort die aus heutiger Sicht unmenschlichen Therapiemethoden. Ihre sieben Kinder werden auseinandergerissen, in Waisenheimen untergebracht und verdingt. Schliesslich wird Maria Theresia Wilhelm im Juni 1960 entlassen. Unterwegs um Schuhe zu kaufen, verschwindet sie spurlos.
Das Buch wurde fürs Theater dramatisiert und diente als Vorlage für den Film «Das Deckelbad».

## Bücher

### Als Autor
- Maria Theresia Wilhelm, spurlos verschwunden. Geschichte einer Verfolgung. Rotpunktverlag, Zürich 1991.
  - französische Übersetzung: Absence prolongée. Lausanne 1993.
- Grüningers Fall. Geschichten von Flucht und Hilfe. Rotpunktverlag, Zürich 1993; Neuausgabe 2014
  - französische Übersetzung: Délit d’humanité. Lausanne 1994.
- Die Zeit der Fabriken. Von Arbeitern und einer roten Stadt. Rotpunktverlag, Zürich 2001.
  - französische Übersetzung: Le Temps des fabriques. Lausanne 2003.
- Die Rückkehr. Joseph Springs Geschichte. Rotpunktverlag, Zürich 2003.
- Bildlegenden. 66 wahre Geschichten. Rotpunktverlag, Zürich 2016.
- Spuren der Arbeit. Von der Manufaktur zur Serverfarm. Rotpunktverlag, Zürich 2020.

### Als Herausgeber
- Leben, Lieben, Leiden im Büro. Geschichten aus der sauberen Arbeitswelt. Zürich 1991 (Hrsg. zusammen mit Marianne Fehr und Jan Morgenthaler)
- Vom Wert der Arbeit. Schweizer Gewerkschaften – Geschichte und Geschichten. Zürich 2006 (Hrsg. zusammen mit Valérie Boillat, Bernard Degen, Elisabeth Joris, Albert Tanner und Rolf Zimmermann)
  - französische Übersetzung: La valeur du travail. Lausanne 2006.
- Hundert Jahre Volkshaus Zürich. zusammen mit Urs Kälin und Rebekka Wyler, Baden 2010.
- Vorwärts zum Genuss. Von Arbeiterferien und Arbeiterhotels. Zürich 2014.

## Öffentliche Werkbeiträge
- 1991: Lotteriefonds des Kantons St. Gallen (für «Grüningers Fall»).
- 1998: Kulturstiftung des Kantons Thurgau (für «Die Zeit der Fabriken»).
- 1999: Kulturstiftung Pro Helvetia und Kulturförderungskommission des Kantons Zürich (für «Die Rückkehr»).
- 2005: Förderbeitrag des Kantons Thurgau.
- 2008/2009: London-Stipendium der Landis & Gyr Stiftung Zug.